# Municipio Huiloapan de Cuauhtémoc
Koordinaten: 18° 49′ 0″ N, 97° 9′ 0″ W
Huiloapan de Cuauhtémoc ist ein Municipio im mexikanischen Bundesstaat Veracruz. Das Municipio umfasst eine Fläche von 18,8 km². Im Jahr 2010 hatte Huiloapan de Cuauhtémoc eine Bevölkerung von 6750 Einwohnern. Verwaltungssitz und einwohnerreichste Ortschaft des Municipios ist das gleichnamige Huiloapan de Cuauhtémoc.

## Geographie
Das Municipio Huiloapan de Cuauhtémoc liegt im Zentrum des Bundesstaats Veracruz in der Region Las Montañas auf einer Höhe zwischen 1200 m und 2500 m. Es befindet sich in der physiographischen Provinz der Sierra Madre del Sur und entwässert über den Río Papaloapan in den Golf von Mexiko. Geologisch setzt sich das Municipio aus 73 % Kalkstein und 14 % Alluvionen zusammen. Bodentyp von 74 % des Municipios ist der Luvisol, gefolgt von 13 % Vertisol. Etwa drei Viertel der Gemeindefläche sind bewaldet, je etwa 10 % der Fläche werden landwirtschaftlich genutzt bzw. werden von Siedlungen eingenommen.
Das Municipio Huiloapan de Cuauhtémoc grenzt an die Municipios Río Blanco, Orizaba, Rafael Delgado, Camerino Z. Mendoza und Nogales.

## Bevölkerung
Beim Zensus 2010 wurden im Municipio 6750 Menschen in 1729 Wohneinheiten gezählt. Davon wurden 182 Personen als Sprecher einer indigenen Sprache registriert, davon 174 Sprecher des Nahuatl. Etwa acht Prozent der Bevölkerung waren Analphabeten. 2557 Einwohner wurden als Erwerbspersonen registriert, wovon ca. 68 % Männer bzw. 6,7 % arbeitslos waren. Knapp zehn Prozent der Bevölkerung lebten in extremer Armut.

## Orte
Das Municipio Huiloapan de Cuauhtémoc umfasst fünf bewohnte localidades, von denen nur der Hauptort vom INEGI als urban klassifiziert ist.
| Ort                     | Einwohner |
| Huiloapan de Cuauhtémoc | 4125      |
| San Cristóbal           | 1482      |
| Donato Guerra           | 0627      |
| Paredón Viejo           | 0508      |
| Potrerillo              | 0008      |